# Raven’s Ait
Raven’s Ait ist ein Werder (engl. Ait) in der Themse zwischen Surbiton und Hampton Court Park im Royal Borough of Kingston upon Thames, London, England flussaufwärts des Teddington Lock im nicht von den Gezeiten beeinflussten Teil des Flusses.

## Geschichte
Vor 1911 war die Insel der Sitz des 1858 gegründeten Kingston Rowing Club, der heute in den Canbury Gardens beheimatet ist.
Lange Zeit war die Insel im Besitz oder gepachtet von der The Navy League, einer gemeinnützigen Organisation, die das Sea Cadet Corps und das Girls’ Nautical Training Corps betrieb. Raven’s Ait war der Standort der TS Neptun, bis sie durch die TS Royalist eine kleine Brigg ersetzt wurde.
1971 wurden die damaligen Gebäude bis auf das Haus des Superintendenten der Sea Cadet's abgerissen und durch die heutigen Gebäude ersetzt, die für Konferenzen und Feiern genutzt werden.
In den 1980er Jahren nutzte das Inner London Education Centre die Einrichtungen als Trainingszentrum für Sozialarbeiter und Wassersporttrainingszentrum.
Die Ravens Ait Hall Management Company Ltd meldete 2008 Insolvenz an und wurde aufgelöst.
Anfang 2009 wurde die Insel besetzt und erklärt man wolle die Insel in ein umweltfreundliches Konferenzzentrum umwandeln. Die Besetzer hielten auch eine weithin öffentlich bekanntgemachte Konferenz während ihrer Besetzung ab. Im März 2009 wurde eine Räumungsklage gegen die Besetzer eingereicht.  Die Räumung erfolgte am 1. Mai 2009. Nach Berichten in der örtlichen Presse sollten die Besetzer genug Strom für 45 Häuser verbraucht haben, einen Vorwurf, den diese bestritten und darauf hinwiesen, dass die vorherigen Nutzer zahlreiche Geräte wie Kühlschränke nicht abgestellt hätten. 

## Nutzung als Wassersportzentrum
Raven's Ait ist durch die Royal Yachting Association und die British Canoe Union als Trainingsstätte für ihre jeweiligen Bereiche anerkannt. Die Insel war auch zeitweise ein Liegeplatz des Katamarans Sparkle, der von Angus Primrose für Menschen mit eingeschränkten körperlichen Fähigkeiten entworfen wurde.